# Numia albisecta
Numia albisecta là một loài bướm đêm trong họ Geometridae.